# Robert Cloughen
Robert "Bobby" Cloughen, född 26 januari 1889 i New York, död 7 augusti 1930 i New York, var en amerikansk friidrottare.
Cloughen blev olympisk silvermedaljör på 200 meter vid sommarspelen 1908 i London.